# 씨제스 스튜디오의 음반
이 부분은 목록은 씨제스 스튜디오에서 발표한 음반의 목록이다.

## 2010년대
- 2010년 3월 29일 주노 - Juno Beginning (Single)
- 2010년 9월 8일 JYJ - The...
- 2010년 10월 14일 JYJ - The Beginning
- 2011년 1월 15일 JYJ - Their Rooms "우리의 이야기"
- 2011년 6월 21일 박유천 - 미스 리플리 OST Part.3[1]
- 2011년 8월 5일 김준수 - 여인의 향기 OST Part.2
- 2011년 8월 10일 김재중 - 보스를 지켜라 OST Part.3
- 2011년 9월 15일 JYJ - In Heaven
- 2011년 12월 2일 JYJ - In Heaven
- 2012년 5월 15일 김준수 - Tarantallegra
- 2012년 5월 25일 김재중 - 닥터진 OST Part.1
- 2012년 8월 17일 김준수 - UNCOMMITTED
- 2012년 9월 26일 김준수 - 세상 어디에도 없는 착한 남자 OST Part.1
- 2012년 12월 24일 김준수 - [Digital Single] Thank U For
- 2013년 1월 8일 김재중 - [Digital Single] One Kiss
- 2013년 1월 17일 김재중 - I
- 2013년 2월 26일 김재중 - Y
- 2013년 5월 15일 김준수 - 천명 OST Part.2
- 2013년 7월 2일 김준수 - [Digital Single] 11시 그 적당함
- 2013년 7월 15일 김준수 - INCREDIBLE
- 2013년 9월 15일 JYJ - [Digital Single] Only One (인천아시아드송)
- 2013년 10월 15일 김재중 - [Digital Single] 햇살 좋은 날
- 2013년 10월 23일 김재중 - [Digital Single] Butterfly
- 2013년 10월 29일 김재중 - WWW
- 2013년 11월 15일 거미 - [Digital Single] Only One[2]
- 2013년 11월 29일 거미 - [Digital Single] Special Love[3]
- 2013년 12월 10일 김준수 - 기황후 OST Part.3
- 2013년 12월 12일 김준수 - [Digital Single] 스치다
- 2013년 12월 18일 김준수 - Musical December 2013
- 2014년 1월 17일 거미 - [Digital Single] 내 생각 날거야
- 2014년 1월 20일 김재중 - WWW 화장을 지우다
- 2014년 3월 19일 거미 - 쓰리데이즈 OST Part.4
- 2014년 6월 9일 김재중 - 트라이앵글 OST Part.2
- 2014년 6월 10일 거미 - 사랑했으니...됐어
- 2014년 7월 22일 김재중 - 트라이앵글 OST Part.5
- 2014년 7월 29일 JYJ - Just Us
- 2014년 10월 20일 거미 - [Digital Single] Nowhere To Go
- 2014년 11월 5일 김준수 - 미스터 백 OST Part.1
- 2015년 1월 16일 거미 - 스파이 OST Code No.2[4]
- 2015년 1월 21일 JYJ - [Japan Digital Single] WAKE ME TONIGHT
- 2015년 3월 3일 김준수 - Flower[5]
- 2015년 4월 17일 거미 - Fall In Memory
- 2015년 5월 28일 김준수 - Flower (Special Edition)
- 2015년 9월 3일 거미 - [Digital Single] 지워지지 않는 1[6]
- 2015년 10월 19일 김준수 - 꼭 어제
- 2015년 11월 11일 김준수 - 육룡이 나르샤 OST Part.2[7]
- 2015년 12월 2일 거미 - [Digital Single] 투유 프로젝트 - 슈가맨 Part.7[8]
- 2015년 12월 7일 이청아 - 라이더스 : 내일을 잡아라 OST Part.3
- 2015년 12월 19일 거미 - [Digital Single] Value[9]
- 2016년 1월 18일 박유천 - 당신의 지갑에는 얼마의 사랑이 있나요
- 2016년 1월 26일 김재중 - [Digital Single] 그거 알아?[10]
- 2016년 2월 10일 거미 - [Digital Single] 보컬전쟁 - 신의 목소리[11]
- 2016년 2월 12일 김재중 - No.X
- 2016년 3월 10일 거미 - 태양의 후예 OST Part.4
- 2016년 3월 30일 거미 - [Digital Single] 투유 프로젝트 - 슈가맨 Part.24[12]
- 2016년 4월 7일 거미 - [Digital Single] 보컬전쟁 - 신의 목소리 Part.1[13]
- 2016년 4월 14일 김준수 - 태양의 후예 OST Part.10
- 2016년 4월 21일 거미 - [Digital Single] 보컬전쟁 - 신의 목소리 Part.2[14]
- 2016년 4월 28일 거미 - [Digital Single] 보컬전쟁 - 신의 목소리 Part.3[15]
- 2016년 5월 4일 크루셜 스타 - [Digital Single] 힘
- 2016년 5월 5일 거미 - [Digital Single] 보컬전쟁 - 신의 목소리 Part.4[16]
- 2016년 5월 19일 김준수 - [Digital Single] ..Is You[17]
- 2016년 5월 30일 김준수 - XIGNATURE
- 2016년 6월 16일 거미 - [Digital Single] 보컬전쟁 - 신의 목소리 Part.9[18]
- 2016년 6월 16일 김준수 - 운빨로맨스 OST Part.6
- 2016년 6월 30일 거미 - [Digital Single] 보컬전쟁 - 신의 목소리 Part.11[19]
- 2016년 8월 15일 거미 - [Digital Single] 보컬전쟁 - 신의 목소리 Part.16[20]
- 2016년 9월 6일 거미 - 구르미 그린 달빛 OST Part.3
- 2016년 9월 24일 크루셜 스타 - 판타스틱 OST Part.3[21]
- 2016년 10월 8일 크루셜 스타 - [Digital Single] 또 있을까 싶어[22]
- 2016년 10월 11일 김준수, 홍서영, 진태화 - 도리안 그레이[23]
- 2016년 10월 28일 크루셜 스타 - Fall 2
- 2016년 12월 6일 김준수 - 불야성 OST Part.1
- 2016년 12월 20일 김준수 - [Digital Single] Cake Love
- 2017년 2월 8일 크루셜 스타 - [Digital Single] 쉬어도 돼
- 2017년 4월 24일 홍서영 - 그녀는 거짓말을 너무 사랑해 OST Part.6
- 2017년 5월 22일 거미 - [Digital Single] 남자의 정석[24]
- 2017년 6월 5일 거미 - Stroke
- 2017년 6월 19일 거미 - 엽기적인 그녀 OST Part.3
- 2017년 8월 13일 거미 - [Digital Single] 판타스틱 듀오 2 Part.11[25]
- 2017년 9월 21일 류준열 -  [Digital Single] Mixxxture Project Vol.2
- 2017년 9월 22일 크루셜 스타 - Starry Night `17
- 2017년 12월 9일 거미 - 세상에서 가장 아름다운 이별 OST
- 2017년 12월 15일 김준수 - [Digital Single] 우리도 그들처럼[26]
- 2018년 1월 9일 크루셜 스타 - [Digital Single] 혼자 이 밤을
- 2018년 1월 22일 거미 - [Digital Single] 투유 프로젝트 - 슈가맨2 Part.2[27]
- 2018년 3월 5일 노을 - [Digital Single] 그날의 너에게
- 2018년 6월 8일 전우성 - [Digital Single] 2018戀歌(연가),6월의 고백 '축가'
- 2018년 8월 27일 전우성 - 라이프 OST Part.4
- 2018년 9월 11일 거미 - 백일의 낭군님 OST Part.1
- 2018년 11월 5일 노을 - 별
- 2018년 11월 22일 강균성 - 죽어도 좋아 OST Part.3
- 2019년 1월 17일 노을 - 왜그래 풍상씨 OST Part.1
- 2019년 2월 20일 김나연 - 왜그래 풍상씨 OST Part.5
- 2019년 2월 27일 박유천 - Slow Dance
- 2019년 3월 11일 김준수 - [Digital Single] 뮤지컬 엘리자벳 `마지막춤` 2018
- 2019년 3월 18일 거미 - [Digital Single] 혼자
- 2019년 3월 25일 나성호 - 으라차차 와이키키 시즌2 OST Part.1
- 2019년 4월 2일 전우성 - 해치 OST Part.2
- 2019년 5월 10일 김준수 - 녹두꽃 OST Part.2[28]
- 2019년 5월 18일 거미 - [Digital Single] [Vol.18] 유희열의 스케치북 10주년 프로젝트 : 여덟 번째 목소리 `유스케 X 거미`
- 2019년 5월 25일 거미 - [Digital Single] [Vol.19] 유희열의 스케치북 10주년 프로젝트 : 여덟 번째 목소리 `유스케 X 거미`
- 2019년 6월 2일 전우성,김나연 - 세상에서 제일 예쁜 내 딸 OST Part.6
- 2019년 8월 4일 거미 - 호텔 델루나 OST Part.7
- 2019년 10월 20일 거미 - 조선로코 - 녹두전 OST Part.4
- 2019년 11월 2일 거미 - 노래에 반하다 OST[29]
- 2019년 11월 7일 노을 - [Digital Single] 늦은 밤 너의 집 앞 골목길에서
- 2019년 11월 18일 김나연 - 조선로코 - 녹두전 OST Part.10

## 2020년대
- 2020년 1월 14일 김재중 - 애요
- 2020년 1월 14일 거미 - 낭만닥터 김사부 2 OST Part.2
- 2020년 3월 12일 노을 - [Digital Single] 문득
- 2020년 3월 18일 솔지 - 포레스트 OST Part.6
- 2020년 4월 1일 솔지 - 그 남자의 기억법 OST Part.2
- 2020년 4월 14일 노을 - 365 : 운명을 거스르는 1년 OST Part.3
- 2020년 5월 23일 거미 - 더 킹 : 영원의 군주 OST Part.11
- 2020년 7월 9일 솔지 - [Digital Single] 오늘따라 비가 와서 그런가 봐
- 2020년 7월 29일 김재중 - [Japan] 러브 커버스 2
- 2020년 9월 29일 거미 - 브람스를 좋아하세요? OST Part.10
- 2020년 10월 5일 솔지 - 18어게인 OST Part.4
- 2020년 10월 10일 노울 - 앨리스 OST Part.5
- 2020년 10월 18일 김준수 - [Digital Single] 사랑하고 싶지 않아 (바른연애 길잡이 X XIA (준수))
- 2020년 10월 28일 김재중 - 사생활 OST Part.5
- 2020년 10월 30일 노을 - [Digital Single] 너의 곁에만 맴돌아
- 2020년 11월 7일 노을 - [Digital Single] [Vol.73] 유희열의 스케치북 : 마흔다섯 번째 목소리 '유스케 X 노을'
- 2020년 11월 10일 김준수 - Pit A Pat
- 2020년 11월 14일 노을 - [Digital Single] [Vol.74] 유희열의 스케치북 : 마흔다섯 번째 목소리 '유스케 X 노을'
- 2020년 11월 26일 솔지 - 나를 사랑한 스파이 OST Part.5
- 2020년 12월 16일 노을 - [Digital Single] 지켜줄게 (바니와 오빠들 X 노을)
- 2021년 1월 15일 솔지 - [Digital Single] 기억해줘요 이런 내 마음을 (바니와 오빠들 X 솔지)
- 2021년 3월 30일 노을 - [Digital Single] 오늘도 그대만 (re;code Episode VI)
- 2021년 5월 6일 거미 - [Digital Single] Autumn Breeze (re;code Episode Ⅶ)
- 2021년 5월 24일 홍대광 - [Digital Single] 한 걸음씩 발맞춰서
- 2021년 6월 7일 거미 - 어느 날 우리 집 현관으로 멸망이 들어왔다 OST Part.4
- 2021년 7월 2일 김준수 - 펜트하우스 3 OST Part.1
- 2021년 7월 8일 노을 - [Digital Single] 시계추 (이두나! X 노을)
- 2021년 7월 20일 거미 - [Digital Single] 지금 말해볼게요 (낮에 뜨는 달 X 거미)
- 2021년 7월 21일 김재중 - 김재중:온 더 로드 (ON THE ROAD an artist's journey)
- 2021년 9월 10일 전우성 - [Digital Single] 널 좋아하는 거 그만둘까 봐
- 2021년 10월 9일 솔지 - [Digital Single] 감정 낭비
- 2021년 10월 20일 거미 - [Digital Single] 그래도 사랑이었잖아
- 2021년 10월 20일 김준수 - 징크스 OST
- 2021년 10월 27일 노을 - [Digital Single] 미워지지가 않아
- 2021년 11월 13일 홍대광 - 신사와 아가씨 OST Part.3
- 2022년 1월 14일 홍대광 - [Digital Single] 이홍기의 플레이리스트
- 2022년 2월 10일 노을 - [Digital Single] 이별을 말하는
- 2022년 2월 25일 솔지 - First Letter
- 2022년 3월 31일 거미 - [Digital Single] 싱포레스트 Part.1[30]
- 2022년 4월 21일 거미 - [Digital Single] 싱포레스트 Part.4[31]
- 2022년 4월 21일 노을 - [Digital Single] 그대가 있기에
- 2022년 6월 5일 홍대광 - [Digital Single] 너는 별
- 2022년 6월 10일 김찬호 - [Digital Single] 어떤 날, 그럴 때면
- 2022년 6월 30일 노을 - [Digital Single] 내가 그댈
- 2022년 7월 8일 거미 - [Digital Single] 강승원 이집 PART.6 - Happy Ending[32]
- 2022년 7월 17일 거미 - 환혼 OST Part.4
- 2022년 8월 2일 김재중 - [Digital Single] 이 세상에서 (웹툰 '낙인의 플레인워커' X 김재중)
- 2022년 8월 2일 솔지 - 조선 정신과 의사 유세풍 OST Part.1
- 2022년 8월 21일 솔지 - [Digital Single] 거기서 거기
- 2022년 8월 25일 홍대광 - [Digital Single] 해피엔딩
- 2022년 9월 3일 전우성 - [Digital Single] 사랑은 왜
- 2022년 9월 6일 홍대광 - 어쩌다 전원일기 OST Part.1
- 2022년 9월 13일 김재중 - Born Gene
- 2022년 10월 11일 솔지 - [Digital Single] 사랑이라고 믿었다
- 2022년 10월 27일 노을 - 스물
- 2022년 11월 21일 솔지 - [Digital Single] 우리가 우리였었던 날들
- 2022년 12월 7일 솔지 - 테일즈런너 [차원관리국] O.S.T PART. 1 Knight (Knight for Fight)
- 2022년 12월 30일 김찬호 - [Digital Single] 그리워하는 밤이야
- 2023년 1월 15일 솔지 - [Digital Single] 기적과 같은 일 (아홉수 우리들 X 솔지)
- 2023년 1월 17일 김찬호 - 미씽 : 그들이 있었다 2 OST Part.4
- 2023년 1월 27일 거미 - [Digital Single] 그댈 위한 노래
- 2023년 1월 31일 홍대광 - [Digital Single] 눈 빛 (Snow Light)
- 2023년 2월 26일 노을 - [Digital Single] 다시 와주라
- 2023년 3월 16일 홍대광 - [Digital Single] 긴 하루
- 2023년 4월 30일 홍대광 - [Digital Single] 월간 더 스테이지
- 2023년 5월 1일 전우성 - 시작은 첫키스 OST Part.2
- 2023년 5월 5일 거미 - 낭만닥터 김사부 3 OST Part.2
- 2023년 6월 11일 거미 - [Digital Single] 헤어질 결심
- 2023년 6월 17일 노을 - [Digital Single] 잘사니
- 2023년 8월 5일 노을 - [Digital Single] [THE 시즌즈 Vol. 10] <최정훈의 밤의 공원> ReːWake x 노을
- 2023년 9월 7일 노을 - [Digital Single] 이별하려는 날이야
- 2023년 9월 14일 노을 - 이 연애는 불가항력 OST Part.6
- 2023년 9월 20일 거미 - [Digital Single] 이럴거면
- 2023년 11월 8일 휘브 - [Digital Single] Cut-Out
- 2023년 11월 16일 노을-  [Digital Single] 끝없는 이야기
- 2023년 12월 9일 솔지 - [Digital Single] 반지하나
- 2024년 1월 7일 전우성 - [Digital Single] 가끔
- 2024년 1월 18일 노을 - [Digital Single] 남들은 추워도 우린 뜨거웠던 그 계절
- 2024년 4월 7일 노을 - [Digital Single] 단
- 2024년 4월 18일 솔지 - [Digital Single] 제자리표 Episode.1
- 2024년 5월 14일 휘브 - [Digital Single] ETERNAL YOUTH : KICK IT
- 2024년 6월 19일 노을 - [Digital Single] 웃을 수 있을까
- 2024년 9월 24일 노을 - [Digital Single] 고마웠어 내게 와 줘서
- 2024년 9월 30일 휘브 - [Digital Single] Rush of Joy
- 2024년 10월 16일 하승 - [Digital Single] 선물 (UCON 2024)[33]
- 2024년 10월 22일 전우성 - [Digital Single] 어느 날 우리가
- 2024년 12월 4일 인홍,원준 - [Digital Single] 혜성 (UCON 2024)[34]
- 2024년 12월 8일 노을 - [Digital Single] 니 소식이 궁금해
- 2024년 12월 13일 이상곤 - [Digital Single] 해요, 사랑
- 2024년 12월 17일 김찬호 - [Digital Single] 눈물이라도 흘려보면
- 2025년 3월 21일 강균성 - [Digital Single] Love Sick
- 2025년 4월 9일 휘브 - [Digital Single] Bang Out
- 2025년 5월 9일 강균성 - [Digital Single] 이름의 의미